# Monstar.fm
monstar.fm（モンスター・エフエム）とは、株式会社モンスター・ラボが開発及び運営している、音楽配信サイトである。

## 概要
主にインディーズの音楽を扱うサイトで、インターネット通じてアーティストの音楽を広める。名称のモンスターの綴りは怪物の意味の「monster」ではなく、「monstar」となっている。これは、フランス語で「私の」を意味を表す「mon」と、星・スターを表す「star」の2つの語を用いた造語。公式サイトではこの造語をもって「私にとってのスター」という意味であり、その意義を個々のリスナーにとってのスター、音楽を見つけることとしている。
独自の著作権ポリシーを持ち、取り扱う音楽のファイル形式にmp3をとりいれている。これは、DRMなどで音楽ファイルのコピーを規制してしまうことにより、アーティストの音楽を人々に聞いてもらう機会が減ってしまうという懸念を配慮してのポリシーである。しかし、仮に不正コピーが行われた際は、ファイルを識別可能な識別子も埋め込まれている点で、音楽の不正コピーに対する対策がとられている。
無料のリスナー登録をしてログインでの利用が可能。無料の楽曲がダウンロードできるほか、個々のリスナーは自分が見つけた楽曲への「キーワード」、「イメージカラー」、「コメント」といった項目をつけることができるという機能が備えられている。他に、「monstarクーポン」や他のアイテムをダウンロードできる特典があるほか、ソースタグを添付して自分の運営するウェブサイトやブログにお気に入りのアーティストの楽曲を紹介することができる機能「おとぴた♪」も提供。その他、有料の楽曲ダウンロードとCD販売をウェブサイト上で行う。

## 許諾
- JASRAC許諾番号：9010157001Y30005
- e-license許諾番号: ID14785